# Ataman Angel
Jewgienij Piotrowicz Angel – ukraiński dowódca partyzancki okresu wojny domowej w Rosji.

## Pochodzenie i dzieciństwo
Urodzony we wsi Własiwka (gub. czernihowska). Pochodził z rodziny uchodźców bułgarskich, którzy w czasie wojny rosyjsko-tureckiej 1828-1829 znaleźli schronienie na terenie imperium rosyjskiego na Czernihowszczyźnie. Jego ojciec służył u Wasylego Tarnowskiego (młodszego) – ukraińskiego działacza społecznego, którego majątek w II poł. XIX w. był centrum ukraińskiej, niezależnej myśli społeczno-politycznej. Sam Jewgienij od dzieciństwa wychowywany był w atmosferze patriotycznej. Otrzymał skromne domowe wykształcenie, które jednak wystarczyło do kontynuowania nauki w korpusie kadetów, a następnie w dwuletniej szkole ministerialnej (tj. państwowej) w Czernihowie.

## I wojna światowa
Z wybuchem I wojny światowej został powołany do wojska i skierowany do szkoły chorążych. Po jej ukończeniu walczył na froncie. W 1917, po przewrocie bolszewickimi i rozkładzie armii rosyjskiej, powrócił na rodzinną Ukrainę w stopniu porucznika i związał się ze skrajnie prawicowym skrzydłem Rady Centralnej. W lecie 1918 wstąpił w szeregi Ukraińskiego Kozactwa Czernihowszczyzny, stając na czele oddziałów formowanych z ochotników rodzinnego powiatu iczniańskiego. Podobnie jak Nestor Machno, zbierał w swoich szeregach wszystkich niezadowolonych z polityki hetmana Skoropadskiego, zwłaszcza chłopów rozczarowanych reformą rolną i nacjonalistów przeciwnych federacji z Rosją. W przeciwieństwie jednak do Machno, nie zadeklarował się jako anarchista, tylko tworzył swoją własną nacjonalistyczno-populistyczną partię.

## Ukraińska Republika Ludowa i wojna domowa
23 listopada 1918, w trzy dni po proklamowaniu URL sfederowanej z Rosją (III Uniwersał), przybył do Czernihowa, gdzie w kwaterze atamana Nagorskiego wraz z trzema innymi przywódcami kozackimi – Borysem Palijem, Siergiejem Sidorenką i Semenem Gołubem proklamował powstanie narodowe przeciwko wszelkim wrogom Ukrainy i rozpoczęcie wojny partyzanckiej. Ogłosili powstanie Republikańskiej Ukraińskiej Armii, w której Angel został atamanem i stanął na czele tzw. Kurenia Śmierci im. Iwana Sierki.
Pierwszą jego akcją był „przewrót” w Konotopie. Działając w imieniu Dyrektoriatu, aresztował miejscową „hetmańską” administrację i ogłosił swoją władzę w mieście. Icznia, Pryłuki a potem i sam Czernihów uznały jego zwierzchnictwo. Dzięki sympatii jaką zdobył oraz poborowi i rekwizycjom, jego oddział szybko rozrósł się do kilku tysięcy konnych.
Jego niesubordynacja watażki, budziła jednak coraz większe niezadowolenie władz Ukraińskiej Republiki Ludowej. Na początku 1919 Angel udał się do Kijowa, gdzie prowadził rozmowy z Petlurą na temat ewentualnej współpracy. Nie dały one jednak pozytywnych rezultatów. Kilka dni później Angel ograbił pociąg z masowo uciekającymi z Ukrainy Żydami, Petlura postanowił więc pozbawić go dowództwa i aresztować. Wtedy Angel wystąpił do swoich kozaków z apelem zrzucenia zwierzchnictwa Kijowa i rozpoczęcia walki na własną rękę. Usłuchało go ok. 400 kozaków (reszta odeszła do Petlury), z którymi prowadził dalej wojnę partyzancką w guberni czernihowskiej i połtawskiej. 25 lutego 1919 jego oddział wraz z kozakami atamanów: Gonty i „Czarnej Marusi” rozbił bolszewików pod Icznią, a do końca kwietnia wyparł ich z terytorium całego powiatu. Dysponujący już wtedy przewagą „czerwoni” rozpoczęli na niego polowanie – wkrótce pozostało przy nim ok. 60 najwierniejszych żołnierzy. Przyłączył się więc do innego watażki – atamana Zielonego. Razem przetrwali do końca 1919 roku. W grudniu Angel wpadł w bolszewicka zasadzkę koło Berdyczowa. Po długich przesłuchaniach przez CzKa został rozstrzelany nie wiadomo kiedy i pochowany w nieznanym miejscu. Według innych danych zmarł w areszcie na tyfus.
W partyzanckim okresie swojej działalności był często oskarżany (zwłaszcza przez przeciwników z Centralnej Rady) o antysemickie mordy.
Niedługo potem pojawił się jego sobowtór – Aleksander Grudnicki. Dzięki zewnętrznemu podobieństwu, wielu mu uwierzyło. Grudnicki stworzył oddział, który walczył z białogwardzistami Denikina i prowadził aktywną dywersję na tyłach Armii Ochotniczej. Później walczył również z bolszewikami. W maju 1920 połączył swoje siły z powstańczymi oddziałami Grigorija Czuprynki, tworząc Ukraińską Powstańcza Armię. Rozdając chłopom broń, rozbijając sielsowiety i bolszewickie oddziały rekwizycyjne, wywołali szybką reakcję CzKa – 7 baszkirska brygada stłumiła krwawo ich „powstanie”. W 1921 Grudziński poddał się bolszewikom. Dalsze jego losy nie są znane.
Cała rodzina prawdziwego Angela była w latach 30. poddana bolszewickim represjom.

## Wpływy kulturowe
W 1969 roku postać Angela pojawiła się w radzieckim telewizyjnym serialu szpiegowsko-przygodowym pt. Adjutant Jego Pierwoschoditielstwa (zagrał go Anatolij Papanow). Został tam przedstawiony jako dwukrotnie starszy, tępy chłop-analfabeta, stojący na czele bandy rozbójników, deklarujących się jako „zieloni”, tj. zwalczających zarówno białych „białych” jak i „czerwonych”, a przede wszystkim grabiących zwykłych ludzi.